# TruForm
TruForm — технология, разработанная компанией ATI использующая тесселяцию и применяемая в графических платах, соответствующих спецификациям DirectX 8, DirectX 9 и OpenGL и выпускаемых как для компьютеров Macintosh, так и для IBM PC. Впервые технология была задействована в картах Radeon 8500, но не являлась частью спецификаций DirectX и OpenGL. Технология была известна также под названием N-patch, и работала на более поздних моделях видеокарт ATI Radeon с поддержкой DirectX 9.0.

## Обзор
Перед применением методов бамп-маппинга, улучшающих эффект пиксельных шейдеров, таких как обычный и параллакс-маппинг, имитирующим более высокодетализированный объект, создавались изогнутые 3D-поверхности в играх при помощи большого числа треугольников. Технология TruForm создает настоящие изогнутые поверхности на основе треугольников, используя тесселяцию этой поверхности, то есть создавая новые, более детализированные полигональные модели. Это было разработано для улучшения качества визуальной графики и снижения нагрузки на графическую шину данных без значительного снижения кадровой частоты за счёт применения аппаратной геометрической обработки.
TruForm не была массово принята разработчиками игр, так как для полноценной работы она требовала, чтобы модели разрабатывались с расчётом на применение этой технологии. Для обеспечения этой возможности без появления каких-либо визуальных дефектов, таких как «надутое» оружие, модели должны были иметь специальные метки, указывающие, какие области нужно тесселировать. Причиной отсутствия широкой поддержки этой технологии стало нежелание разработчиков делить своих игроков на тех, у кого есть такие видеокарты, и тех, у кого их нет.
В последующих версиях драйверов серии Catalyst поддержка TruForm была убрана.
Начиная с Radeon X1000 TruForm больше не рекламировался как аппаратная возможность. Тем не менее, карты Radeon 9500 и выше (наряду с аппаратной поддержкой Shader Model 2.0), включая технологию рендеринга в вершинный буфер (Render to Vertex Buffer), могли использоваться для тесселяции в приложениях. Что же касается серии Radeon X1000, то такие карты поддерживали связку до 5 R2VB буферов одновременно. Тесселяция как отдельная аппаратная технология вернулась в графических процессорах Xenos и Radeon R600.

## Игры с поддержкой TruForm
- Bugdom
- Half-Life
- Counter-Strike (ati_subdiv «2.0», ati_npatch «1.0»)
- Tom Clancy’s Rainbow Six
- Soldier of Fortune
- Soldier of Fortune II: Double Helix
- Quake (TruQuake Patch)
- Quake 2 (TruQuake2 Patch)
- Quake III Arena  (developed by RaVeN)
- Hexen II (TruHexen2 Patch)  (разработано RaVeN )
- Unreal Tournament (TruUT Patch)
- The Elder Scrolls III: Morrowind (неофициально при помощи FPS Optimizer)
- Madden NFL 2004
- Return to Castle Wolfenstein
- Serious Sam
- Unreal Tournament 2003 и 2004 (нужно отредактировать файл игры «.ini» и указать «UseNPatches=True»)
- Wolfenstein: Enemy Territory
- Command & Conquer: Renegade
- Neverwinter Nights (нужно отредактировать файл игры «.ini» и указать «Enable Truform=1»)
- FTEQW (Quake World, Net Quake, Quake II, Quake, Quake III: Arena, Hexen 2, Nexuiz)
- Homeplanet

## Дополнительные источники
- Официальный список игр с поддержкой технологии TruForm
- ATI пресс-релиз (англ.)  (Дата обращения: 22 июля 2008)
- Ответы на вопросы разработчиками ATI TruForm (англ.)  (Дата обращения: 22 июля 2008)
- Спецификации TruForm (англ.)  (Дата обращения: 22 июля 2008)
- Программирование R2VB (март 2006) (англ.)  (Дата обращения: 22 июля 2008)
- Render to Vertex Buffer with D3D9 (англ.)  (Дата обращения: 22 июля 2008)
- area3d.net: NitroGL Demos — страница, посвящённая TruQuake, TruQuake2 & TruUT (англ.)  (Дата обращения: 22 июля 2008)